# Siti binti Saad
Siti binti Saad, talvolta trascritto Siti binti Sadi (Fumba, 1880 – 8 luglio 1950), è stata una cantante tanzaniana di musica taarab.
Nata e vissuta all'epoca del Sultanato di Zanzibar (oggi omonima regione della Tanzania), Saad viene considerata la fondatrice del genere poiché fu la prima a cantare in swahili su melodie ispirate a quelle arabe della musica di corte del sultanato. La sua popolarità è tale che le viene attribuito anche un ruolo importante nella diffusione della lingua swahili nell'entroterra non swahili della Tanzania (nell'epoca britannica noto come Tanganica) e, più in generale, nell'est dell'Africa. Nata da una famiglia di schiavi in una regione rurale del sud di Unguja (l'isola di Zanzibar), da giovane fece per qualche tempo la venditrice ambulante di ceramiche, per poi trasferirsi nel 1911 a Ng'ambo, un sobborgo della città di Zanzibar, dove iniziò a cantare musica di corte e coranica in arabo.
In seguito riuscì a entrare nella nascente industria discografica, incidendo tra l'altro per le etichette britanniche His Master's Voice (La voce del padrone) e Columbia. Nelle sue registrazioni propose un genere musicale derivato da quello di corte ma adattato al "popolo", in particolare abbandonando la lingua araba a favore dello swahili. I testi delle sue canzoni furono tanto rivoluzionari quanto la scelta di cantare in swahili; vi si trovano critiche ai costumi della società e alla corruzione politica e giudiziaria, e canzoni d'amore prive della consueta retorica di genere (un esempio fra tutti è il brano Mume wangu halali kwangu, "mio marito non dorme con me", in cui una donna si lamenta del fatto di essere sessualmente trascurata).